# Erdőfalva (Hunyad megye)

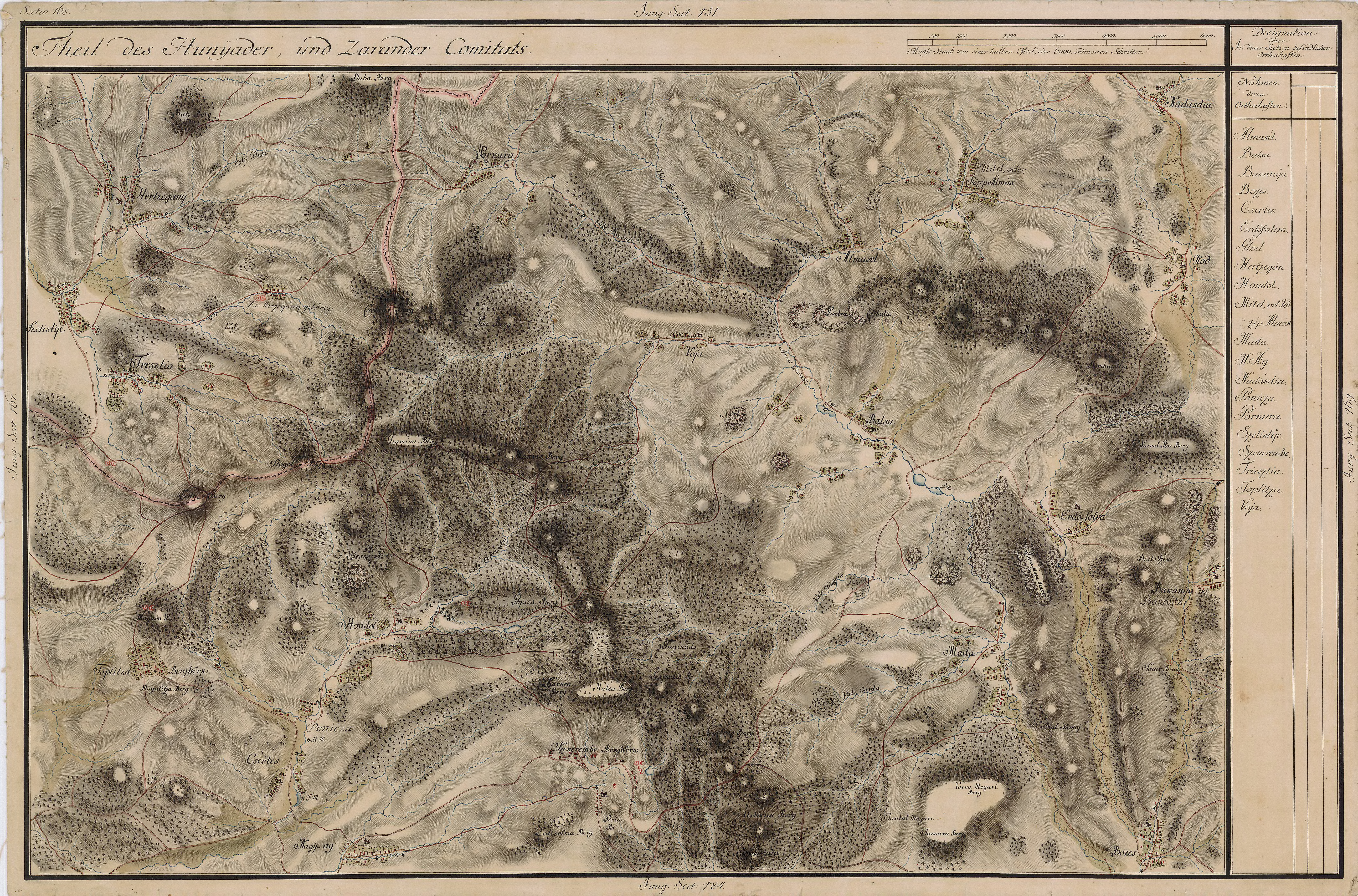
Erdőfalva egy régi fényképen

Erdőfalva románul: Ardeu, település Romániában, Erdélyben, Hunyad megyében.

## Fekvése
Algyógytól északra fekvő település.

## Története
Erdőfalva nevét 1509-ben említette először oklevél p. Erdew néven. 1511-ben p. Erdewfalwa, 1733-ban Ardeul, 1750-ben Argyeu, 1784-ben Argyo, 1808-ban Erdőfalva, Walddorf, Árdeo ~ Argyova ~ Argyo, 1861-ben és 1888-ban Argyen, 1913-ban Erdőfalva néven írták.
A falu belterületén, a DJ 705 út bal oldalán, a Cetăţuie dombon régészeti lelőhely található; sorszáma a romániai műemlékek jegyzékében HD-I-s-A-03151.01. A legkorábbi leletek a Coţofeni kultúrához tartoznak, de találtak bronzkori és kora vaskori nyomokat is. A domb tetején dák vár állt, melynek maradványait a 2001–2010 közötti régészeti feltárás azonosította, írásos említései azonban nem maradtak fenn.
1518-ban Al-Diód város birtokaként volt említve.
A trianoni békeszerződés előtt Hunyad vármegye Algyógyi járásához tartozott. 1910-ben 341 lakosából 318 román, 3 magyar volt. Ebből 337 görögkeleti ortodox volt.

## Galéria

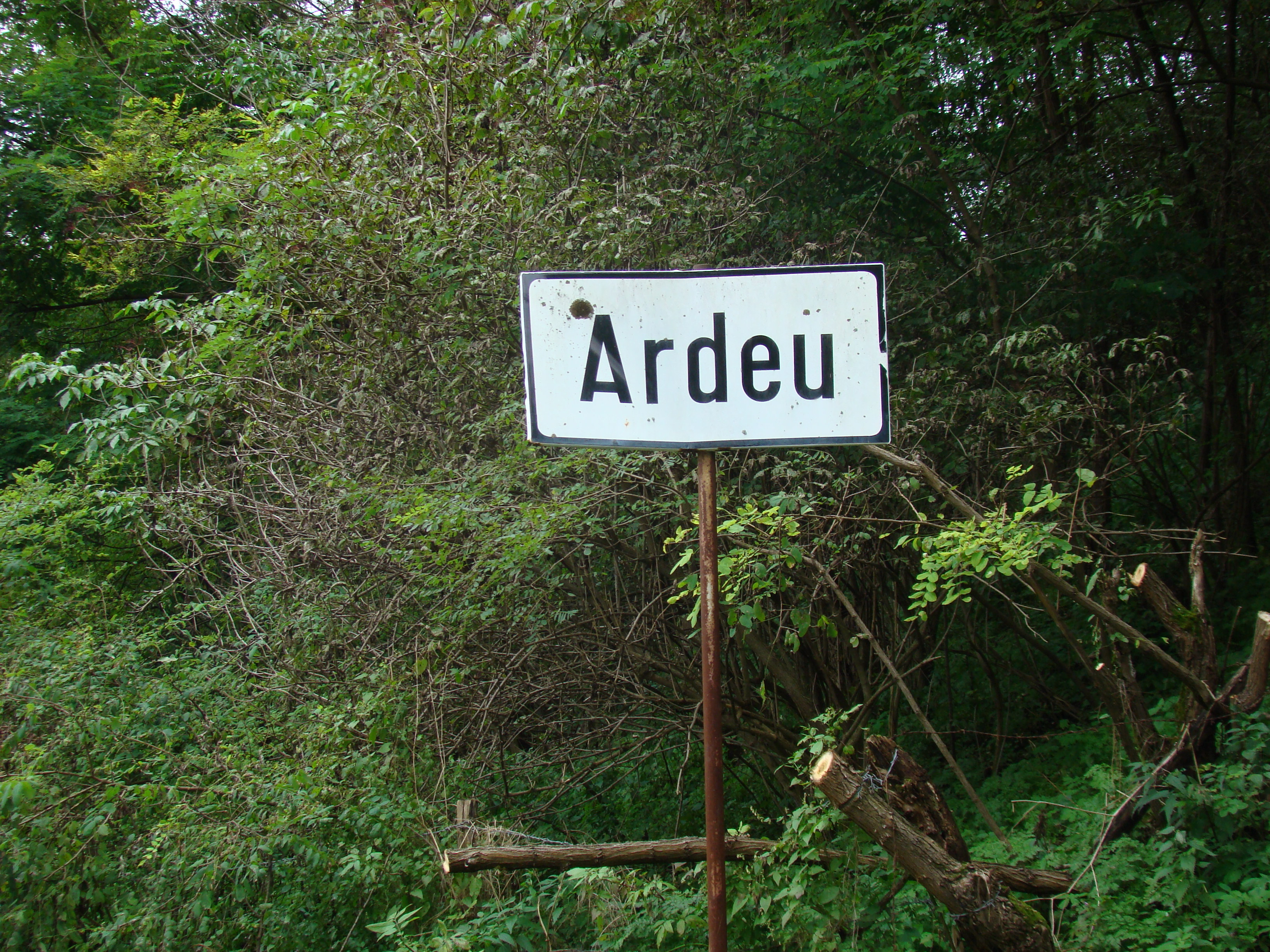
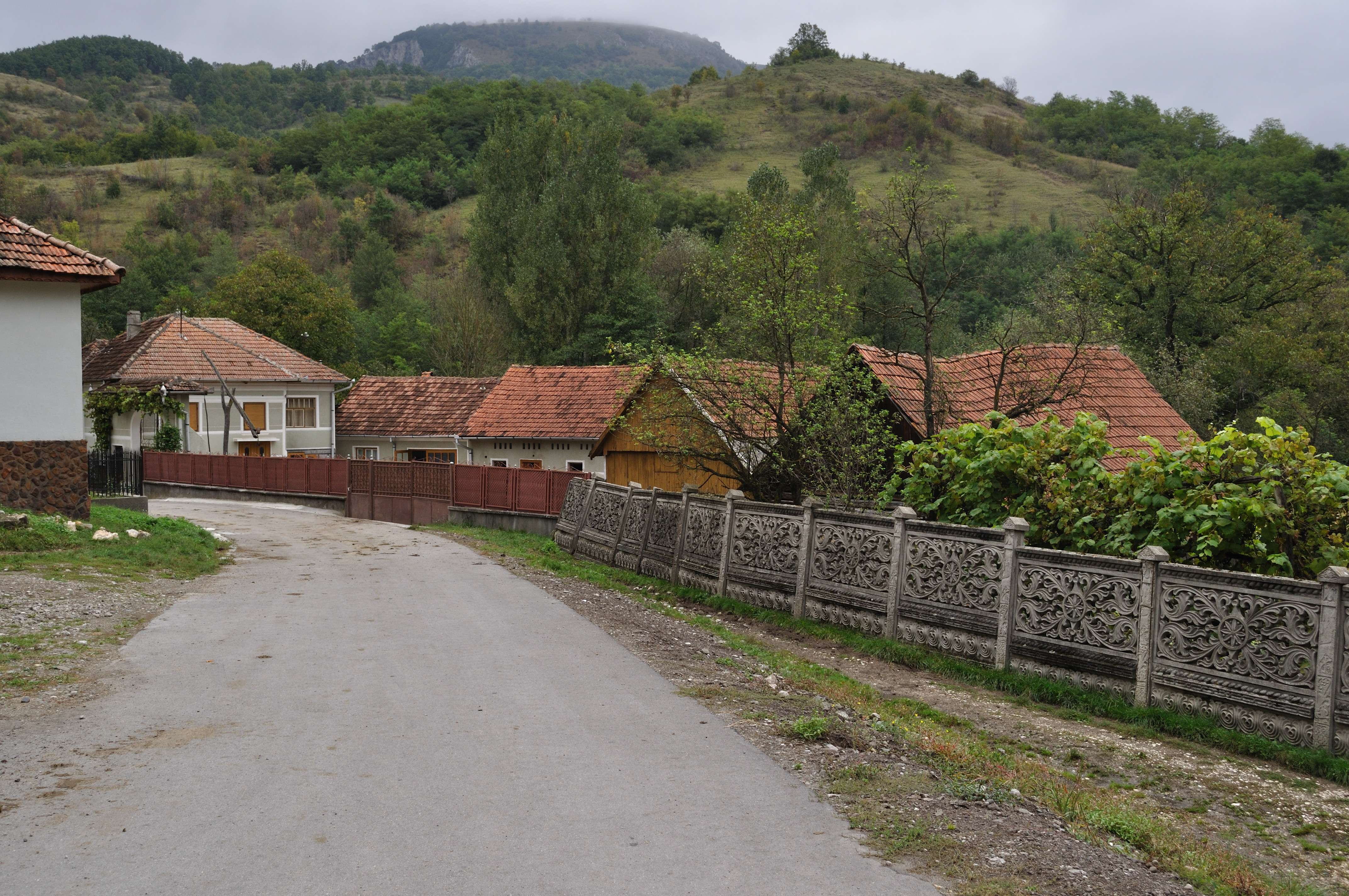
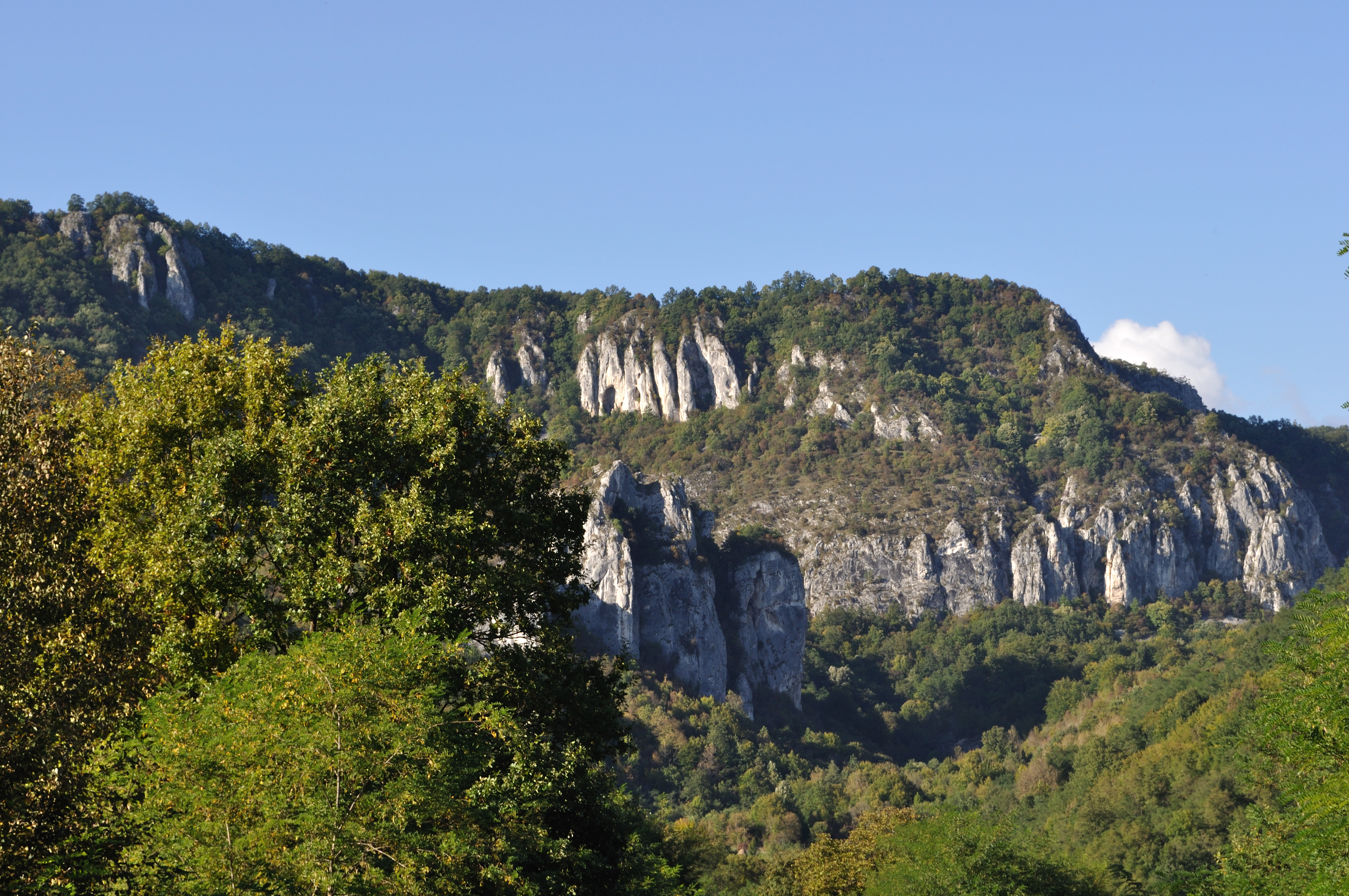